# Niels Bisp Rasmussen
Niels Bisp Rasmussen (født d. 9. september 1993) er en dansk tidligere fodboldspiller. Han spillede senest for Silkeborg IF og har tidligere også spillet for Vejle Boldklub, som han spillede for frem til skiftet til Silkeborg IF i 2016.

## Karriere
Rasmussens karriere tog for alvor fart i 2008, hvor han blev kontraktspiller i Vejle Boldklub og bl.a. var til prøvetræning i engelske Newcastle United.
I 2009 modtog Niels Bisp Rasmussen en af dansk fodbolds mest traditionsrige priser som Årets Arla-talent. Prisen blev uddelt af en jury bestående af DBUs tre ungdomslandsholdstrænere. Juryen udtalte følgende ved udnævnelsen af Bisp som årets talent i U/17 rækken:
Niels er en af de forsvarsspillere, der elsker at forsvare sit felt og er en af de største forsvarstalenter, der er set i nyere tid. Udover de tekniske og taktiske forcer så har han også store lederevner. Niels har en enorm betydning på og uden for banen for sit hold. Han skaber simpelthen en naturlig ro på banen selv i pressede situationer. 
Niels Bisp Rasmussen var elev på Vejle Idrætsefterskole i 2008-2009, hvor han var på fodboldlinjen. 
Han har repræsenteret Danmark på forskellige ungdomslandshold siden 2008.
Fra og med sommeren 2010 blev Niels Bisp Rasmussen en del af Vejle Boldklubs 1. holds trup.
Niels Bisp blev alvorligt skadet i en udekamp mod Hobro d. 19. september 2013. Kort inde i kampen faldt han uheldigt ned på sin ankel og kom slemt til skade. Niels Bisp forventedes først tilbage til foråret 2014.
Den 30. maj 2016 blev det offentliggjort, at Rasmussen skiftede til Silkeborg IF på en toårig aftale. Den 16. januar 2017 fik Niels Bisp ophævet sin kontrakt med Silkeborg IF grundet manglende spilletid, hvor han kun havde været på banen i to pokalkampe mod Åbyhøj og Skive IK. Han stoppede samtidig karrieren på øverste plan i en alder af 23 år.